# Ramsättra

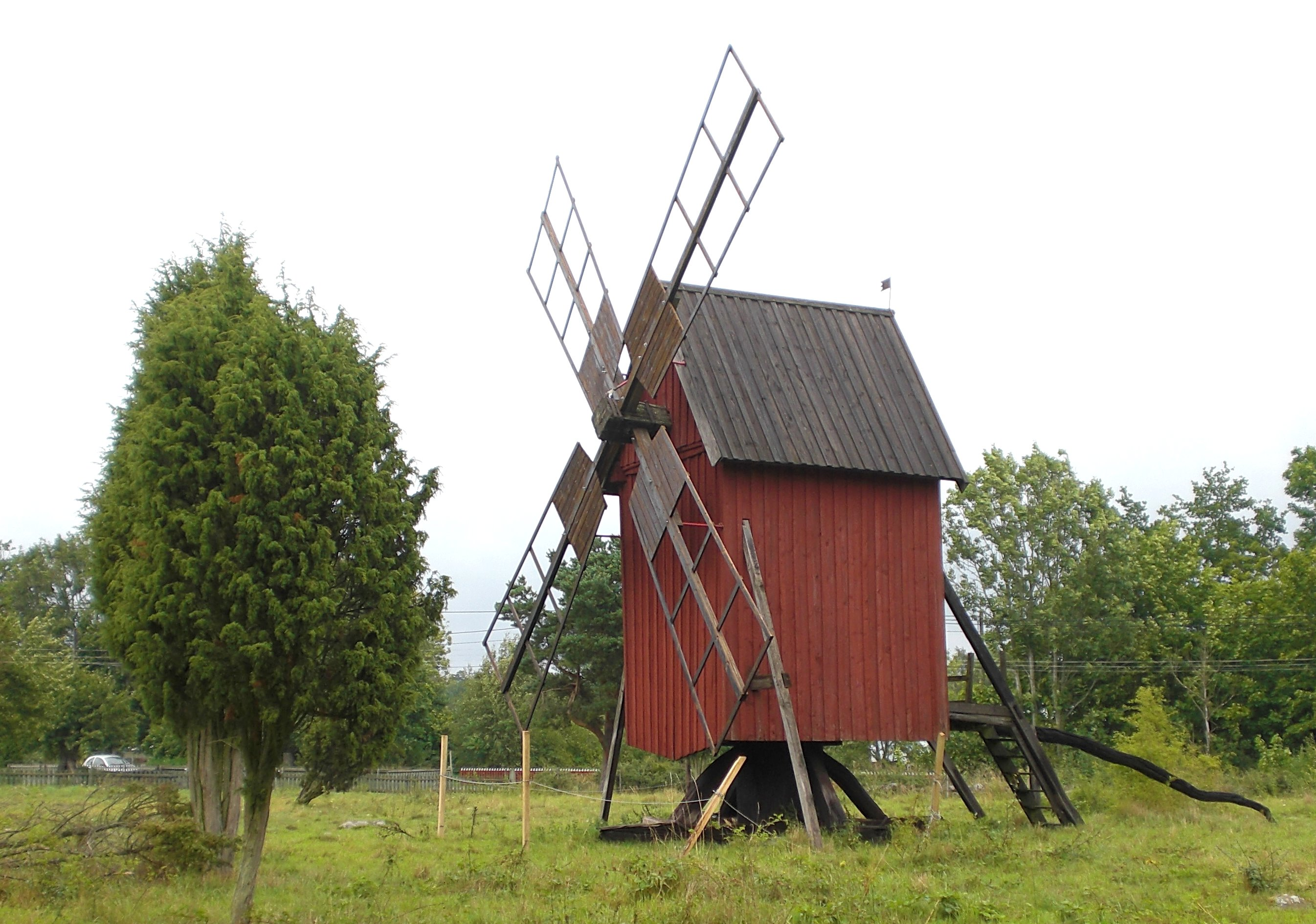
Mühle in Ramsättra

Ramsättra ist ein Dorf auf der schwedischen Ostseeinsel Öland.
Der zur Gemeinde Borgholm gehörende Ort zählt weniger als 50 Einwohner (Stand 2005). Ramsättra liegt etwa drei Kilometer südöstlich von Köpingsvik in der Inselmitte und zieht sich als Streusiedlung an der Straße von Köpingsvik nach Gärdslösa entlang.
In Ramsättra befindet sich das Gräberfeld von Ramsättra sowie eine der für Öland typischen Windmühlen. Südlich der Ortslage besteht mit der Röse bei Ramsättra eine weitere prähistorische Grabstätte.
Koordinaten: 56° 51′ N, 16° 44′ O